# Jovana Terzić
Jovana Terzić, född 15 maj 1999, är en montenegrinsk simmare.
Terzić tävlade för Montenegro vid olympiska sommarspelen 2016 i Rio de Janeiro, där hon blev utslagen i försöksheatet på 100 meter frisim.